# Villa Rosebery

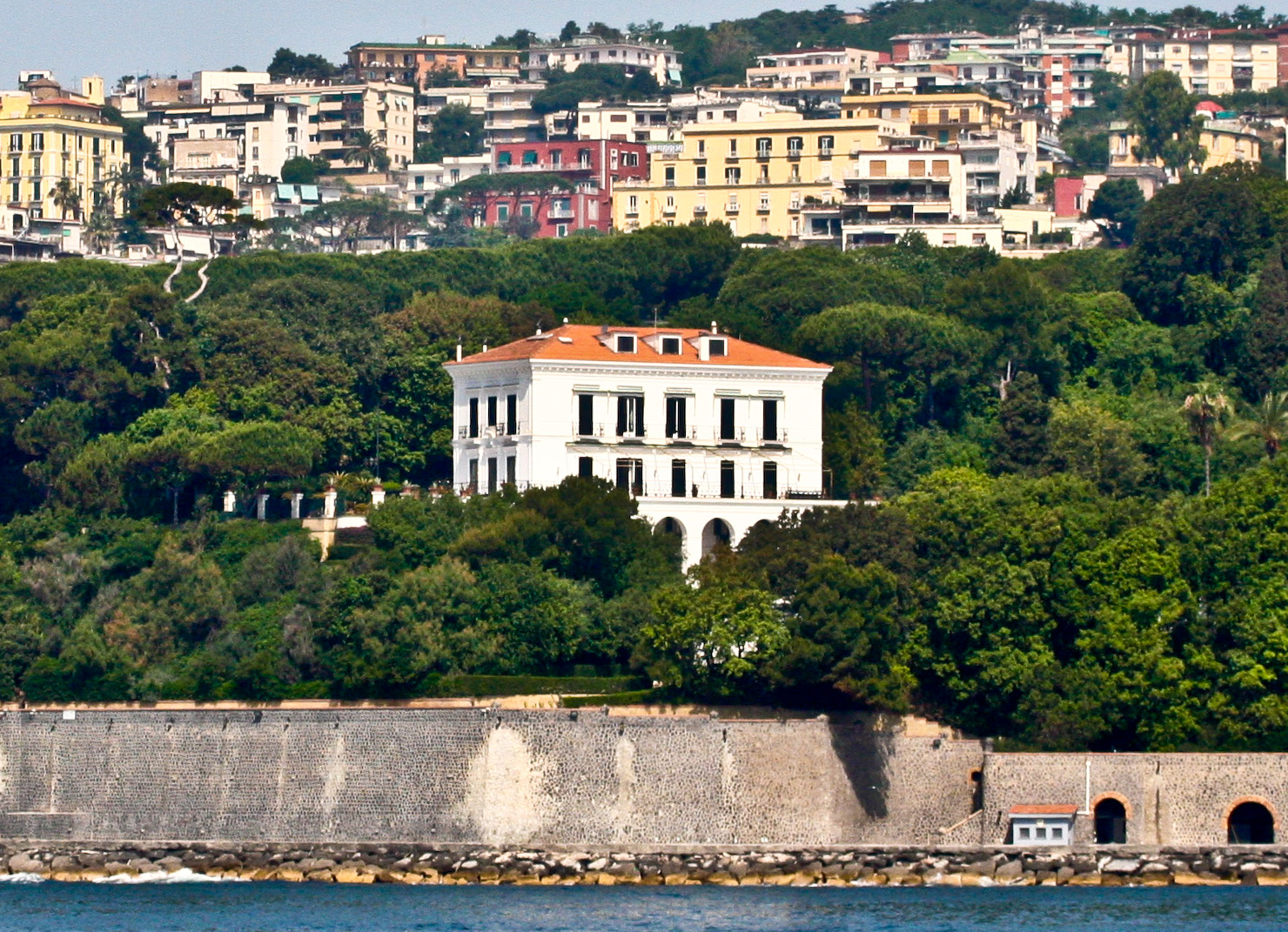
Villa Rosebery mit Park

Die Villa Rosebery in Neapel ist neben dem Quirinalspalast in Rom und dem Landgut Castel Porziano eine der drei Residenzen des italienischen Staatspräsidenten.
Die Villa Rosebery befindet sich im Stadtteil Posillipo, unmittelbar am Golf von Neapel. Sie liegt inmitten einer über sechs Hektar großen Parkanlage. Zu dem Anwesen gehört ein kleiner Hafen.

## Geschichte
Erster Bauherr der Villa war der Österreicher Joseph von Thurn, Marinebrigadier der bourbonischen Flotte, der ab 1801 das Gelände erworben hatte. Auf dem höchsten Punkt des Geländes ließ er eine kleine Villa mit Privatkapelle und einem Garten anlegen und nannte sie „Belvedere“. Der umfangreiche Rest des Grundstücks wurde landwirtschaftlich genutzt, bzw. an Bauern verpachtet, die dort Weinberge und Obstgärten bewirtschafteten. Zwischen 1806 und 1816, als das Königreich Neapel an Napoleon fiel, wurde das Anwesen von den Franzosen konfisziert. 1817, nach dem Fall Napoleons und der Rückkehr der Bourbonen an die Macht, erhielt Thurn zwar seinen Besitz zurück, beschloss aber, Villa und Grundstück zu verkaufen. Die Besitzer wechselten ab jetzt mehrmals, bis der  britische Staatsmann Archibald Philip Primrose, 5. Earl of Rosebery sie 1897 erwarb. Nach ihm erhielt die Villa ihren heutigen Namen.
1909 schenkte Rosebery das Anwesen der britischen Regierung. Die Villa wurde nunmehr als Residenz der britischen Botschafter in Italien und als  repräsentatives Gästehaus genutzt. 1932 schenkte die britische Regierung die Villa dem italienischen Staat. Ab diesem Zeitpunkt diente sie der königlichen Familie als Sommersitz. In der Villa Rosebery wurde Maria Pia, das erste Kind des letzten italienischen Königs Umberto von Savoyen geboren. Daraufhin wurde das Haus in „Villa Maria Pia“ umbenannt.
Bei Kriegsende übernahmen zunächst die Alliierten die Villa, die wieder ihren früheren Namen Villa Rosebery erhielt. Bis 1949 gehörte sie zur Accademia Aeronautica, stand dann eine Weile leer, bis sie wieder vom italienischen Staat als eine der Residenzen des Staatspräsidenten genutzt wurde.